# Univercells
 (janvier 2021).
Univercells est une start-up ayant son siège à Gosselies (Belgique), qui développe et produit des vaccins.

## Historique
Hugues Bultot (actuel directeur général de Univercells) et José Castillo (actuel directeur technique) géraient la société Artelis, qui avait mis au point le réacteur de culture cellulaire iCellis. Ils avaient vendu Artelis car ils n'arrivaient pas à trouver des financements,. 
Ils créent Univercells en 2013 afin de développer une nouvelle plateforme pour fabriquer des vaccins à bas coût. L'objectif initial est de vendre la plateforme à des fabricants de vaccins, mais la startup décide en 2018 de l'exploiter elle-même, après avoir reçu en 2016 une 1re aide de la Fondation Bill-et-Melinda-Gates pour un vaccin contre la poliomyélite.

## Organisation
Univercells s'organise progressivement comme une holding, avec des filiales spécialisées :
- Exothera, qui fabrique des vaccins, à Jumet[3]
- Univercells Technologies (Nivelles).

## Financement
- Aides directes :
  - 12 millions d'euros le 2 décembre 2016 de la Fondation Bill-et-Melinda-Gates pour la production d'un vaccin très bon marché (moins de 0,15 $/dose) contre la polyomyélite[2].
  - 14,3 millions d'euros en 2019  de la Fondation Bill-et-Melinda-Gates pour un vaccin très bon marché contre la rougeole et la rubéole[4].
- Prêt :
  - 20 millions d'euros de la Banque européenne d'investissement pour financer une facilité de R & D et de production à Jumet sur 15 000 m2, pour des vaccins contre la polio, la rougeole, la rubéole, la rage, et peut-être la fièvre jaune, le virus du papillome humain et l’hépatite A[5].
- Apports de fonds propres :
  - 16 millions d'euros  en 2018 grâce à Adjuvant Global Health Technology Fund, un fonds lié à la Fondation Bill-et-Melinda-Gates[6].
  - 50 millions d'euros début 2020 via la filiale Univercells Technologies (Nivelles), de Gamma Biosciences soutenu par KKR[5].
  - 50 millions d'euros à l'été 2020, dont 15 millions d'euros de Adjuvant Global Health Technology Fund, un fonds lié à la Fondation Bill-et-Melinda-Gates[3].
  - 23 millions d'euros additionnels doivent être apportés par un fonds pré-IPO au cours de l'automne 2020[7].